# János Viski
János Viski (Cluj (Transsilvània), 10 de juny, 1906 – Budapest (Hongria), 16 de gener, 1961), fou un compositor i professor de música hongarès guanyador del premi Kossuth i Erkel.

## Biografia
Per part de la seva mare, era descendent de la família armènia de Transsilvània Ákoncz, la seva mare Mária Ákontz. Va néixer en una família de terratinents a Szilágyzovány i, malgrat el seu interès per la música, va haver de fer front a l'agricultura. Primer va estudiar com a violinista, els seus professors van ser Gyula Antal, Gábor Sipos i Gusztáv Kolár, després als 19 anys, després de tres recitals de violí independents, es va interessar cada cop més per la composició. El 1927, a més de la seva vida de pagès, va ser admès a l'Acadèmia de Música de Budapest, on va ser alumne de Zoltán Kodály. A més dels seus estudis musicals, també va estudiar filosofia i història de l'art a la Universitat Eötvös Loránd. Es va graduar a la universitat el 1932, després es va traslladar a casa seva a Szilágyzovany.
Conreava i componia a la finca. Una de les seves primeres obres creades aquí és la Suite simfònica, que va ser presentada per Viktor Vaszy a Magyar Rádio el 1937. En un concert a Budapest l'any 1939, el mundialment famós director holandès Willem Mengelberg també va dirigir la peça al capdavant de l'Orquestra de la Societat Filharmònica i, posteriorment, la va interpretar per tot Europa, obtenint un seriós reconeixement internacional per al compositor. L'any 1939 va escriure el poema simfònic Enigma, inspirat en el poema de Bálint Balassi, que es va convertir en una de les seves peces musicals més conegudes i va rebre la Medalla Memorial Pál Greguss de la Societat Kisfaludy. Aquesta peça seva també es va interpretar sovint a l'estranger, "des de Noruega fins a Turquia, es va interpretar a gairebé totes les grans ciutats europees". El seu compositor Zoltán Kodály va tenir una influència significativa en el seu treball com a compositor. Vas escriure sobre això així: "Sóc l'estendard de l'escola Kodály".
El 1940, es va convertir en el secretari general de l'Associació Nacional de Música i professor d'orquestració, i va viatjar de Zovány a Budapest i anar i tornar, cada setmana. Un any més tard, va esdevenir el director del Conservatori de Música i Drama de Cluj (aquest nomenament es va discutir ja el 1932, però el nomenament no es va fer en aquell moment). A la tardor de 1942, va ser nomenat professor del departament de composició principal de l'Acadèmia de Música de Budapest (després es va traslladar definitivament a Hongria) i va estar actiu a la institució fins a la seva mort. Durant el seu funcionament, va ser el mestre de molts estudiants que més tard es van fer famosos, per exemple László Dobszay, Péter Eötvös, Imre Földes, Frigyes Hidas, István Láng, Pál Károlyi, Kamilló Lendvay, Emil Petrovics, Albert Simon, József Soproni, András Sző , Erzsébet Szőnyi i molts altres.
Va morir l'any 1961, va caure malalt després d'un conflicte laboral. Està enterrat al cementiri de Farkasrét.

## Premis
- Premi Ferenc Erkel, 1954
- Artista meritat, 1955
- Premi Kossuth, 1956

## Les seves principals obres
- Suite simfònica per a orquestra, 1937
- Dues danses hongareses - per a orquestra, 1938
- Enigma - poema simfònic, 1939
- Concurs de violí, 1947
- Concurs de piano, 1953
- Concurs Gordon, 1955
- El cérvol d'Irisóra – balada per a baríton sol i orquestra, 1958

## Més informació
- La tomba de János Viski al cementiri de Farkasrét
- YouTube - Hozsánna (János Viski) - Komlói Pedagogus Chamber Choir, Mánfa
- https://muvelodes.net/enciklopedia/viski-janos-kodaly-zoltan-magyar-ormeny-tanitvanya